# Magno José da Silva
Magno José da Silva más conocido como "Magu" O "Maguinho" (nacido el 15 de enero de 2002) es un futbolista brasileño que juega como defensa en el Ponte Preta de la Brasileirao Serie C.

## Trayectoria

### Clubes
| Club                 | País   | Año         |
| -------------------- | ------ | ----------- |
| Tupi                 | Brasil | 2009 - 2014 |
| América-RN           | Brasil | 2015        |
| Capivariano          | Brasil | 2016        |
| Vila Nova            | Brasil | 2016 - 2018 |
| Kawasaki Frontale    | Japón  | 2019 - 2020 |
| Yokohama FC (cedido) | Japón  | 2020        |
| Yokohama FC          | Japón  | 2021        |
| Goiás EC             | Brasil | 2022 - 2023 |
| Atlético-GO          | Brasil | 2024        |
| Ponte Preta          | Brasil | 2025 -      |